# Simbo (Kigoma)
Simbo è una circoscrizione rurale (rural ward) della Tanzania situata nel distretto rurale di Kigoma, regione di Kigoma. Conta una popolazione di 26 586 abitanti (censimento 2022).